# ترز پرسسون
ترز پرسسون (انگلیسی: Therese Persson؛ زادهٔ ۲۳ سپتامبر ۱۹۹۱) بازیکن فوتبال اهل سوئد است.
از باشگاه‌هایی که در آن بازی کرده‌است می‌توان به دیوری گردن اشاره کرد.